# Jaime Castro Castro
Jaime Castro Castro (Moniquirá, Boyacá, 28 de marzo de 1938) es un abogado, escritor y político de Colombia. Miembro del Partido Liberal.
Ha sido senador, miembro de la Asamblea Nacional Constituyente de 1991, ministro y alcalde de Bogotá.

## Trayectoria

### Estudios
Luego de realizar sus estudios primarios en Moniquirá, se trasladó a Tunja para estudiar en Colegio de Boyacá obteniendo una beca para realizar su educación media en Bogotá, en el Colegio Mayor de San Bartolomé. Continuó becado hasta convertirse en abogado graduado del Colegio Mayor de Nuestra Señora del Rosario en la misma ciudad. Gracias a sus calificaciones realizó sus estudios de postgrado en Administración Pública como becario en la Escuela Nacional de Administración de Francia en París; posteriormente se especializaría también en el Instituto de Administración Local de la Universidad de Alcalá en (España).

### Carrera política
A su regreso de París fue designado como Secretario Presidencial para la Reforma Administrativa, cargo que ocupó entre 1968 y 1970 con el presidente Carlos Lleras Restrepo.
Se le reconoce en Colombia como el padre de la descentralización administrativa. Junto con Jaime Vidal Perdomo es considerado artífice de la reforma constitucional de 1968 que permitió la reorganización de la administración pública de un modelo centralista a uno descentralizado en tres niveles: funcional, territorial y por servicios, labor que continuaría en la Asamblea Constituyente convocada en 1990.[cita requerida]

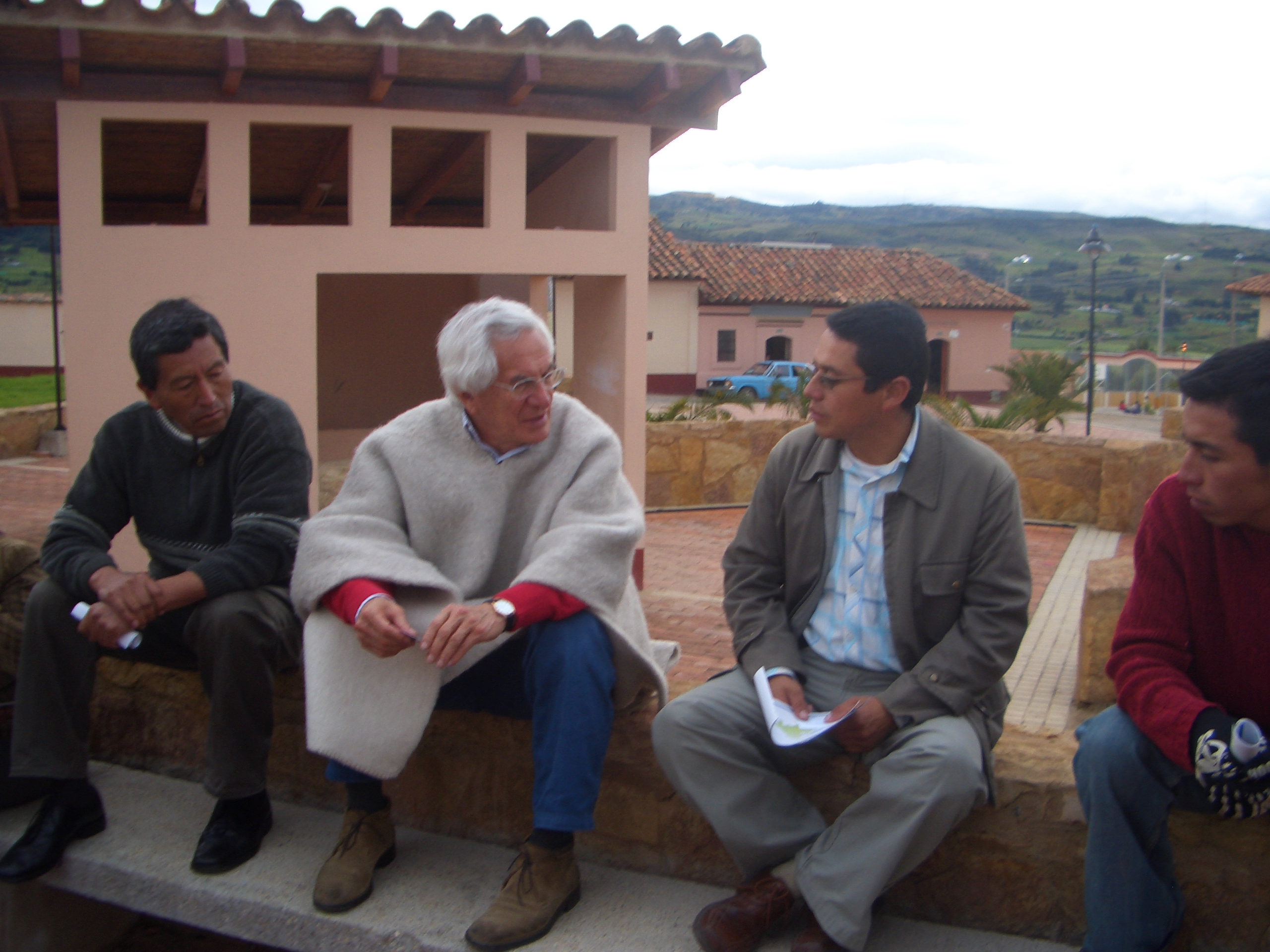
Jaime Castro enterándose de los problemas de la comunidad en el municipio boyacense de Oicatá, durante su campaña a la Gobernación en 2007.

En 1970 el nuevo presidente, Misael Pastrana lo designó Secretario Jurídico de la Presidencia de la República (1970-1973) y posteriormente lo ascendió al gabinete de ministros (Ministro de Justicia y Derecho, 1973-1974). En 1978 fue elegido como Senador de la República, a la vez que decide defender la candidatura presidencial de Alfonso López Michelsen. Ocupó el escaño en el senado por ocho años hasta 1982, cuando se retiró para ayudar a preparar la campaña reeleccionista del expresidente López Michelsen, que resultó infructuosa.

#### Ministro de gobierno
Como fruto de un acuerdo nacional, Castro participó en el gobierno del conservador Belisario Betancur como ministro de Gobierno entre 1984 y 1986, correspondiéndose afrontar la masacre, toma del Palacio de Justicia por guerrilleros del M-19, y posterior retoma por parte del Ejército de Colombia. 7 días después ocurrió la catástrofe natural de Armero.

#### Precandidatura presidencial de 1990
Para las elecciones presidenciales de 1990 decidió presentar su nombre como precandidato para la consulta popular de su partido, pero se ubicó cuarto, detrás del ganador César Gaviria, Hernando Durán Dussán y Ernesto Samper. Tras la derrota, emprendió su campaña hacia la Asamblea Nacional Constituyente de 1991 en la que tuvo un escaño.

#### Alcalde de Bogotá
Tras participar en la Asamblea Constituyente de Colombia de 1991, donde contribuyó de manera decisiva a modificar el marco jurídico local de Bogotá, Castro fue sugerido como candidato a la alcaldía de la ciudad y tras derrotar en la consulta popular al exrepresentante a la Cámara Enrique Peñalosa fue elegido Alcalde Mayor de Bogotá D.C. en las elecciones de marzo de 1992. Su labor en la alcaldía le permitió reorganizar las finanzas de la ciudad, la cual se encontraba sumida en el caos por décadas de mala administración. También es reconocido por diseñar y conseguir la aprobación del Estatuto orgánico de la ciudad, que demarcó el funcionamiento de la metrópoli para quedar acorde con lo establecido en la nueva Constitución Política Nacional lo cual sentó las bases para las alcaldías de Antanas Mockus y Peñalosa.

#### Años recientes
Tras dejar la alcaldía, Castro se dedicó enteramente a la academia, y en 2003 regresó a la arena política como candidato a la reelección en la alcaldía de Bogotá, pero no obtuvo respaldo de su partido, retirándose de la campaña dos semanas antes de las elecciones, pese a lo cual obtuvo el cuarto lugar del escrutinio, con más de 10 000 votos. Desde 2004 se opuso a la reelección del presidente Álvaro Uribe Vélez y en 2006 postuló infructuosamente al Senado de la República. Castro se presentó a una consulta popular para convertirse en el candidato liberal a la Gobernación de Boyacá en las elecciones de octubre de 2007, pero el 8 de julio, día de la consulta popular, fue derrotado por el médico Rafael Romero Piñeros. 
Tras estos incidentes, Castro se distanció de la dirección de César Gaviria, y en 2011 participa en el "Plan B", que busca un cambio en la dirección nacional del partido, y cuyo liderazgo comparte con figuras como Iván Marulanda Gómez y Yolanda Pinto de Gaviria.
El 10 se septiembre de 2019 fue designado por el presidente Iván Duque Márquez como primer Embajador de Colombia ante la Organización para la Cooperación y el Desarrollo Económicos, cuando el país aún no era miembro oficial de esta. Sin embargo, no lo pudo asumir debido a la cuarentena decretada por la pandemia de COVID-19, razón por la cual la embajadora alterna, Gloria Alonso, asumió el cargo en calidad de encargada. Castro renunció a mediados de 2021 debido a problemas de salud, siendo reemplazado por Adriana Mejía Hernández.

## Libros publicados
- La cartilla del concejal.
- La Justicia en Colombia.
- Propuestas de reforma judicial (conjuntamente con Alfonso Reyes Echandía).
- La reforma municipal.
- Diccionario de la reforma política.
- Constitución Política de Colombia. Concordancias, referencias históricas e índice analítico.
- Orden Público Económico.
- La Cuestión Territorial.
- Descentralizar para pacificar.
- Postdata a la Reelección.
- Del Palacio de Justicia a la Casa de Nariño.